# Sjökrimmerlav
Sjökrimmerlav (Rinodina fimbriata) är en lavart som beskrevs av Körb. Sjökrimmerlav ingår i släktet Rinodina och familjen Physciaceae.  Arten är reproducerande i Sverige. Inga underarter finns listade i Catalogue of Life.